# Hermann Haase (Politiker)
Friedrich Wilhelm Alexander Hermann Haase (* 19. Juli 1814 in Elbing; † 1871 in Graudenz) war ein deutscher Richter und Politiker.

## Leben
Hermann Haase besuchte das Gymnasium in Elbing. Nach dem Abitur begann er 1834 das Studium der Rechtswissenschaft an der Albertus-Universität Königsberg. Im selben Jahr wurde er Mitglied der Corpslandsmannschaft Normannia Königsberg. Nach dem Studium wurde er Patrimonialrichter in Deutsch Eylau. Seit 1844 war er Bürgermeister von Graudenz. Haase saß von 1852 bis zu seiner Mandatsniederlegung am 16. November 1854 als Abgeordneter des Wahlkreises Marienwerder 4 im Preußischen Abgeordnetenhaus.